# Ferrocarril de Langport y Castle Cary
El Ferrocarril de Langport y Castle Cary (nombre original en inglés: Langport and Castle Cary Railway) es una línea ferroviaria que conecta Castle Cary con Cogload Junction, y está situada cerca de Taunton en Somerset, Inglaterra. Se construyó para reducir la duración del viaje de Londres a Penzance, permitiendo acortar la longitud total del recorrido en 20+1/4 de milla (32,6 km).

## Historia

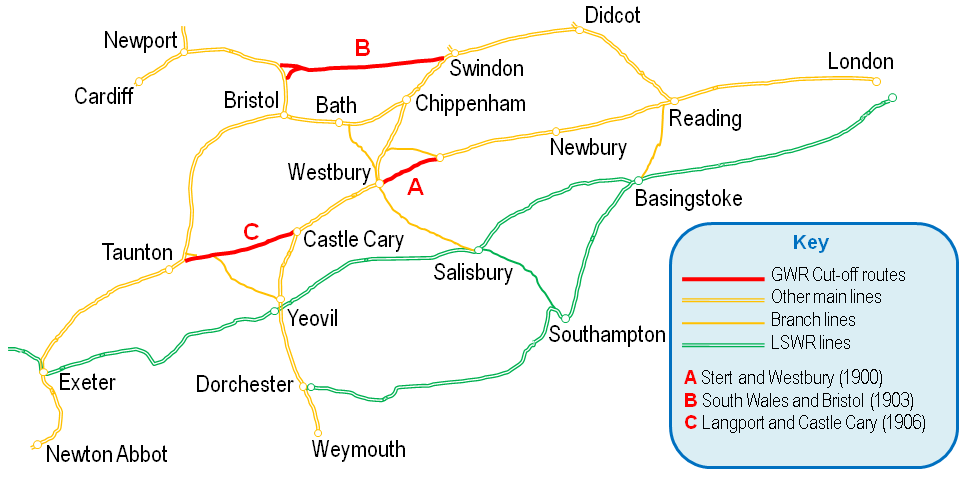
Los baipases del GWR en el oeste de Inglaterra (en rojo)

Los trenes entre la Estación de Paddington en Londres y Penzance en Cornualles comenzaron a circular en 1867, pero debían seguir una compleja ruta: primero por las vías del Great Western Railway (GWR) hasta Bristol; luego por el Ferrocarril de Brístol y Exeter a través de Taunton hasta Exeter; por el Ferrocarril del Sur de Devon hasta Plymouth; por el Ferrocarril de Cornualles a Truro; y finalmente completar su viaje por las vías del Ferrocarril del Oeste de Cornualles. En 1889, el GWR controlaba toda la ruta, pero los trenes aún tenían que recorrer el "Great Way Round" (el camino dando un gran rodeo) a través de Bristol.
Se plantearon varios planes para construir una ruta más corta hacia Cornualles, como el Gran Ferrocarril del Oeste de Exeter, pero no llegaron a nada. Finalmente, en 1895, los directivos del GWR anunciaron que se construirían nuevas líneas para permitir que los trenes llegaran a Exeter, Plymouth y Penzance en menos tiempo. La primera etapa fue colocar una segunda vía en el Ferrocarril de Berks y Hants desde Hungerford hasta alcanzar las vías del Ferrocarril de Stert y Westbury, desde donde se abrió una nueva línea en 1900 que permitió reducir 14+1/4 de milla (22,9 km) la distancia hasta Westbury por la Línea de Wilts, Somerset y Weymouth.
La primera sección del baipás de Castle Cary se abrió el 1 de julio de 1905 desde la Estación de Castle Cary hasta Charlton Mackrell. Más adelante, el 2 de abril de 1906, los trenes de mercancías comenzaron a circular hacia el este desde la nueva conexión de Cogload hacia Somerton y se extendió a Charton Mackrell el 20 de mayo de 1906. La ruta siguió parte de la Línea de Yeovil a Taunton (que se reconstruyó con una segunda vía y a mayor cota para evitar el problema de las inundaciones) desde Athelney hasta la conexión de Curry Rivel cerca de Langport East.

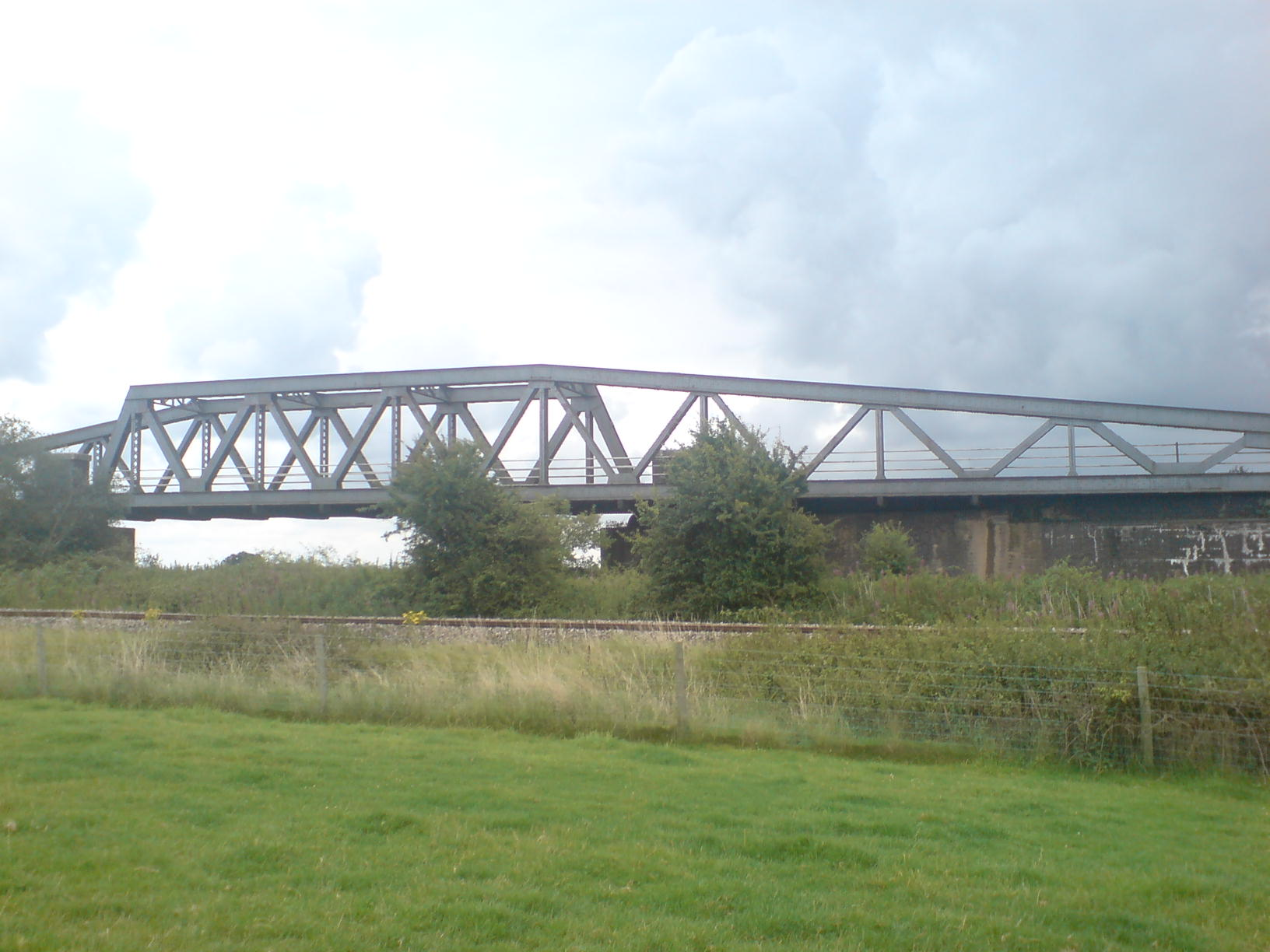
El paso elevado situado en Cogload Junction permite el paso de la vía de regreso a Bristol sobre el baipás

Los trenes de pasajeros pasaron por Somerton por primera vez el 2 de julio de 1906, que luego se convirtió en la ruta de los trenes expresos a Devon y Cornualles. El prestigioso Cornish Riviera Express ya podía salir de la Estación de Paddington veinte minutos más tarde y llegar a Penzance al mismo tiempo que antes. Las nuevas líneas entre Patney y Chirton y Cogload redujeron la distancia de Londres a Penzance de 325 1⁄2 a 305 1⁄4 millas; y Taunton estaba ahora a 143 en lugar de 163 1⁄4 millas de Londres (una reducción del 12 1⁄2%). En 1933 se abrieron otras dos pequeñas variantes adicionales para permitir que los trenes sin paradas evitaran las curvas pronunciadas existentes en Westbury y Frome en la Línea de Wilts, Somerset y Weymouth, aunque no se hizo público el acortamiento de la línea obtenido.
Cogload Junction era una conexión entre vías a nivel, lo que significaba que los trenes de Taunton a Castle Cary tenían que cruzar la línea utilizada por los trenes de Bristol a Taunton. El 15 de noviembre de 1931 se puso en funcionamiento un paso elevado para permitir que los trenes de retorno hacia Bristol pasaran por encima de las dos vías de Castle Cary, y desde allí hasta Taunton y Norton Fitzwarren ahora había cuatro vías en servicio. De este a oeste, estas vías eran: hacia Bristol, hacia Castle Cary, desde Castle Cary y desde Bristol, pero más tarde se agregaron conexiones en Cogload que permitieron que los trenes circularan en la línea adyacente cuando fuera necesario.

## Servicios actuales
Los trenes ahora circulan sin paradas entre Castle Cary y Taunton. El servicio regular es operado por el Great Western Railway, pero CrossCountry también usa la línea como una ruta de desvío en caso de que se bloquee la Línea de Bristol a Taunton, viajando sobre Línea Principal de Wessex a través de las estaciones de Bath Spa y Westbury para llegar a Castle Cary. El conocimiento de la ruta por parte de los maquinistas en los últimos años se ha mantenido mediante la ejecución de un servicio los sábado de verano desde Bristol a Paignton en esta ruta.

## Estaciones
La ejecución de la línea permitió la construcción de seis nuevas estaciones, pero todas se cerraron el 10 de septiembre de 1962. Los trenes también dieron servicio a la Estación de Athelney y (desde 1928) a Lyng Halt en el antiguo Ramal de Yeovil, y a Durston y a Creech St Michael en la línea de Bristol a Exeter, pero los trenes rápidos evitaban el paso por las dos estaciones del medio usando la nueva línea de Athelney a Cogload.

### Apeadero de Alford
Este pequeño apeadero se abrió el 21 de julio de 1905, tres semanas después de que se inaugurara la línea hasta Charlton Mackrell, para dar servicio al pueblo de Alford. Se abrió un apartadero para el tráfico de mercancías militares el 15 de septiembre de 1940. El apeadero se cerró el 10 de septiembre de 1962.
- Detener en S.O. navegable mapa

### Keinton Mandeville
Esta estación fue la primera al oeste de Castle Cary cuando se inauguró la línea el 1 de julio de 1905, y estaba situada a una milla al sureste de Keinton Mandeville. El edificio principal quedó junto al andén en dirección este y el pequeño patio de mercancías estaba situado detrás de este andén en el extremo este.

### Charlton Mackrell
Durante el primer año después de la apertura el 1 de julio de 1905, la estación de Charlton Mackrell fue el fin del ramal temporal de Castle Cary. Al igual que otras estaciones entre Castle Cary y Cogload Junction, se cerró el 10 de septiembre de 1962. El edificio principal estaba junto al andén en dirección este y un cobertizo y un patio de mercancías estaban situados detrás de este andén en el extremo este con el enclavamiento opuesto.

### Somerton

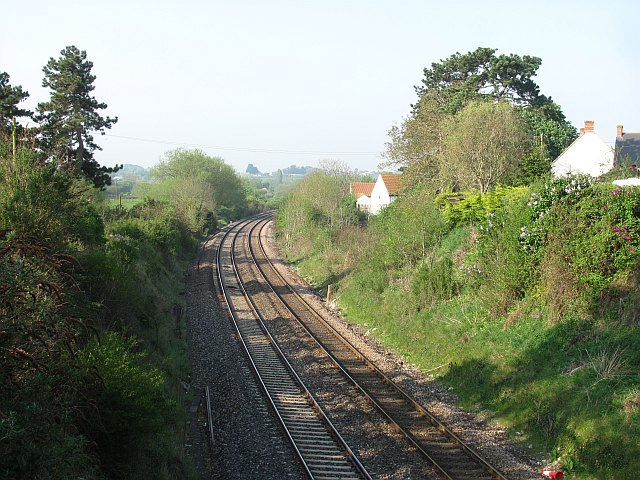
Emplazamiento de la Estación de Somerton

Esta estación, inaugurada el 2 de julio de 1906, se conoció oficialmente como "Somerton (Somerset)" para evitar confusiones con "Somerton (Oxon)". Estaba situada en una trinchera cerca del centro de Somerton. El edificio principal estaba junto al andén en dirección este con el cobertizo de mercancías en el extremo oeste de este andén. El enclavamiento original estaba ubicado frente al patio de mercancías, pero a fines de 1942 se abrió una nueva caseta de señales para controlar algunos sistemas instalados en las nuevas líneas al oeste de la estación para permitir el adelantamiento de los trenes de mercancías.
Aunque los trenes de pasajeros se retiraron el 10 de septiembre de 1962, el tráfico de mercancías siguió circulando hasta el 6 de julio de 1964.

### Long Sutton y Pitney
Fue una estación adicional inaugurada el 1 de octubre de 1907, más de un año después de que los trenes de pasajeros comenzaran a circular por la línea. Estaba situada en un corte al oeste del túnel de Somerton, cerca de la aldea de Upton, pero recibió su nombre de los pueblos más grandes de Long Sutton y Pitney, ambos a una milla de distancia al sur y al norte de la línea, respectivamente. La estación disponía de pequeños refugios para los viajeros en ambos andenes, construidos con chapa de hierro corrugada.
Aunque los trenes de pasajeros se retiraron el 10 de septiembre de 1962, el tráfico de mercancías se mantuvo hasta el 6 de julio de 1964.

### Langport East
La primera estación en Langport se abrió el 1 de octubre de 1853 en la Línea del Ramal de Yeovil. Con la apertura de la segunda estación de la ciudad el 2 de julio de 1906, pasó a llamarse "Langport West", mientras que la nueva se convirtió en "Langport East".
La nueva estación dio acceso a los trenes directos a Londres. Su distribución era inusual con respecto al resto de las estaciones de la línea, ya que el edificio principal estaba en junto al andén en dirección oeste. Entre la estación y Curry Rivel Junction, donde el baipás se unía al antiguo ramal, la línea cruzaba algunos páramos mediante un viaducto bajo y sobre el río Parrett valiéndose de un puente de celosía metálica de 105 pies (32,0 m) de longitud. Los servicios de pasajeros también se cancelaron el 10 de septiembre de 1962.

### Athelney
Aunque atendida por trenes locales entre Castle Cary y Taunton, la estación en Athelney también era atendida por los trenes de la Línea de Yeovil a Taunton, y permaneció abierta hasta el 15 de junio de 1964.